# ورزشگاه تاپادینیا
ورزشگاه تاپادینیا (به پرتغالی: Estádio da Tapadinha) یک ورزشگاه فوتبال است که در لیسبون، پرتغال واقع شده‌است. این ورزشگاه با ظرفیت ۴۰۰۰ نفر، زمین خانگی تیم فوتبال زنان بنفیکا و اتلتیکو کلوب پرتغال است.